# Airola (Italie)
Pour les articles homonymes, voir Airola.
Ne doit pas être confondu avec Airole.
Airola est une commune italienne de la province de Bénévent, dans la région Campanie.

## Géographie

### Site
Airola est située dans la partie ouest de la Valle Caudina, en face du mont Taburno. La commune est dominée par le mont Tairano (736 m). Airola s'étend sur les pentes et au pied de la colline de Monteoliveto. Sur son territoire, les torrents Tesa et Faenza sont réunis pour former la rivière Isclero ; il y a aussi l'aqueduc Carolino, provenant de la source de Fizzo (sur le territoire de Bucciano), qui alimentait la cascade du palais royal de Caserte.

### Climat
Le climat de Airola est dit tempéré chaud. La pluie à Airola tombe surtout en hiver, et relativement peu en été. Selon la classification de Köppen-Geiger, le climat est de type Csa (méditerranéen). En moyenne la température à Airola est de 14,6 °C. Sur l'année, la précipitation moyenne est de 822 mm.
| Mois                              | jan. | fév. | mars | avril | mai  | juin | jui. | août | sep. | oct. | nov. | déc. | année |
| --------------------------------- | ---- | ---- | ---- | ----- | ---- | ---- | ---- | ---- | ---- | ---- | ---- | ---- | ----- |
| Température minimale moyenne (°C) | 3,7  | 4    | 5,5  | 7,9   | 11,6 | 15,2 | 17,5 | 17,8 | 15,5 | 11,7 | 8,1  | 5,1  | 10,3  |
| Température moyenne (°C)          | 7,1  | 7,7  | 9,6  | 12,4  | 16,5 | 20,3 | 22,8 | 23   | 20,2 | 15,9 | 11,7 | 8,4  | 14,6  |
| Température maximale moyenne (°C) | 10,5 | 11,4 | 13,7 | 16,9  | 21,4 | 25,4 | 28,2 | 28,3 | 24,9 | 20,1 | 15,3 | 11,7 | 19    |
| Précipitations (mm)               | 90   | 77   | 69   | 66    | 45   | 32   | 26   | 38   | 64   | 94   | 120  | 101  | 822   |

| Diagramme climatique                                  |         |           |           |            |            |            |            |            |            |            |            |
| J                                                     | F       | M         | A         | M          | J          | J          | A          | S          | O          | N          | D          |
| 10,53,790                                             | 11,4477 | 13,75,569 | 16,97,966 | 21,411,645 | 25,415,232 | 28,217,526 | 28,317,838 | 24,915,564 | 20,111,794 | 15,38,1120 | 11,75,1101 |
| Moyennes : • Temp. maxi et mini °C • Précipitation mm |         |           |           |            |            |            |            |            |            |            |            |

### Hameaux
Sepalone, Tavernola, Trivolati

### Voies de communication et transports
La  route nationale 7 reliant Rome à Brindisi sur une longueur de 713,45 km sert de délimitation sud entre le territoire d'Airola et des communes limitrophes méridionales.
Sur le territoire d'Arpaia se situe la petite gare ferroviaire d'Arpaia-Airola-Sant'Agata qui dessert la ligne de chemin de fer Bénévent-Cancello en 47 minutes.

## Histoire
Mentionné pour la première fois en l'an 997, le nom Airola dérive probablement du nom d'un feudum Airoaldi lombard, cité en 820. De Robert II de Normandie, « comte d'Airola », le fief passe ensuite sous la possession de Rainulfo d'Alife, puis de Martino Toccabove qui le céda à Guglielmo et Ugone di Cortillon en 1276. En 1278, le roi Charles Ier d'Anjou confie le fief à Guglielmo de Lagonissa.

## Fêtes, foires

### Fêtes religieuses
- 23 avril : Fête de Saint Georges
- Janvier : Cortège des Mages
- Février : Anniversaire de la Sainte Face
- Février : Fête de Saint Blaise
- Mars : Fête de Sainte Françoise Romaine
- Vendredi saint : Procession et représentation de la mort du Christ
- Mai : Fête de Saint Pascal Baylon
- Juin : Fête de Saint Jean le Baptiste
- Juillet : Fête de Sainte Maria Goretti
- Août : Fête de Saint Dominique
- Septembre : Fête de Notre-Dame des Douleurs
- Octobre : Fête de Saint François d'Assise
- Décembre : Fête l'Immaculée Conception

### Autres manifestations
- Chaque jeudi matin : Marché hebdomadaire
- Mai : Fête de la pancetta des haricots et du pecorino
- Juin : Textures: exposition d'art
- Août : Stracittadina di Airola : course à pied et soirées gastronomiques
- Septembre : Redécouvrons le village

## Politique et administration

### Administration
Voici la liste des maires qui se sont succédé depuis 1861 et la proclamation du royaume d'Italie :
| Période                                  | Période  | Identité              | Étiquette     | Qualité                                          |
| ---------------------------------------- | -------- | --------------------- | ------------- | ------------------------------------------------ |
| 1861                                     | 1878     | Giuseppe Verli        |               |                                                  |
| 1878                                     | 1879     | Giuseppe Montella     |               |                                                  |
| 1879                                     | 1882     | Paolo Ruggiero        |               |                                                  |
| 1882                                     | 1910     | Giuseppe Montella     |               |                                                  |
| 1910                                     | 1910     | Antonio Zanon         |               | Commissaire extraordinaire                       |
| 1910                                     | 1916     | Vincenzo Lombardi     |               |                                                  |
| 1916                                     | 1917     | Giuseppe De Sanctis   |               |                                                  |
| 1917                                     | 1920     | Lorenzo Albarella     |               |                                                  |
| 1920                                     | 1923     | Giuseppe Comp         |               |                                                  |
| 1923                                     | 1924     | Alfonso De Nardo      |               | Commissaire extraordinaire                       |
| 1924                                     | 1927     | Alessandro Lombardi   |               | Président de la province de Bénévent (1952-1956) |
| 1927                                     | 1929     | Tristano Gallotti     |               | Commissaire extraordinaire                       |
| 1929                                     | 1939     | Vincenzo Laudanna     |               |                                                  |
| 1939                                     | 1941     | Giuseppe Fuccio       |               | Commissaire extraordinaire                       |
| 1941                                     | 1943     | Carlo Luongo          |               | Commissaire extraordinaire                       |
| 1943                                     | 1943     | Vincenzo Laudanna     |               | Commissaire extraordinaire                       |
| 1943                                     | 1945     | Domenico Lamberti     |               | Commissaire extraordinaire                       |
| 1945                                     | 1945     | Ferdinando Li Donni   |               | Commissaire extraordinaire                       |
| 1945                                     | 1946     | Francesco Giampaolo   |               | Commissaire extraordinaire                       |
| 1946                                     | 1946     | Guido Vitale          |               | Commissaire extraordinaire                       |
| 1946                                     | 1950     | Giuseppe Cerni        |               |                                                  |
| 1950                                     | 1951     | Raffaele Scagnamiglio |               | Commissaire extraordinaire                       |
| 1951                                     | 1952     | Mario Liguori         |               | Commissaire extraordinaire                       |
| 1952                                     | 1975     | Domenico Romano       |               |                                                  |
| 1975                                     | 1976     | Giuseppe Giordano     |               |                                                  |
| 1976                                     | 1977     | Luigi D'Andrea        |               | Commissaire extraordinaire                       |
| 1977                                     | 1979     | G. Vittorio Fucci     |               | Avocat                                           |
| 1979                                     | 1981     | Michele Del Viscovo   |               | Médecin généraliste                              |
| 1981                                     | 1985     | Pasquale Moscato      |               | Avocat                                           |
| 1985                                     | 1990     | Michele Del Viscovo   |               | Médecin généraliste                              |
| 1990                                     | 2001     | Pasquale Lombardi     |               |                                                  |
| 2001                                     | 2011     | Supino Biagio         | Centre-gauche | Avocat                                           |
| 2011                                     | En cours | Michele Napoletano    | Liste civique | Exploitant agricole                              |
| Les données manquantes sont à compléter. |          |                       |               |                                                  |

### Jumelages
- Saint-Maixent-l'École (France) depuis 2000.

## Démographie

### Évolution démographique
Habitants recensés

### Ethnies et minorités étrangères
Selon les données de l’Institut national de statistique (ISTAT) au 31 décembre 2016, la population étrangère résidente (déclarée) était de 410 personnes, soit 4,9 % de la population totale de la commune.
Les nationalités majoritairement représentatives étaient :
| Pos. | Pays de naissance | Population (au 31/12/2016) |
| ---- | ----------------- | -------------------------- |
| 1    | Roumanie          | 72                         |
| 2    | Ukraine           | 60                         |
| -    | Maroc             | 60                         |
| 4    | Albanie           | 43                         |
| 5    | Bangladesh        | 30                         |
| 6    | Pologne           | 23                         |
| 7    | Autres            | 122                        |
|      | Total             | 410                        |

## Sport
- Basket-ball : le Pallacanestro Città di Airola évolue en Serie C1.
- Football : le Real Airola et l'AC Airola. Le premier évoluait pour la saison 2017-2018[6] en Prima Categoria, 7e niveau du football italien, tout en étant affilié au club professionnel de l'AC Pérouse Calcio pour les catégories de jeunes joueurs[7]. L'AC Airola est quant à lui inactif.
- Volley-ball : l'USA Volley Airola est l'équipe féminine représentant la commune.

## Lieux et monuments
- Architecture religieuse

  - 1Église de la Sainte Annonciation
  - 2Monastère et église de l'Archange Saint Gabriel
  - 3Église et couvent de la Sainte Conception des Frères mineurs
  - 4Église Notre-Dame des Douleurs
  - 5Église Saint Michel au Serpent
  - 6Église Saint Donat
  - 7Église Saint Charles
  - 8Église Saint Dominique
  - 9Sanctuaire de la Sainte Face
  - 10Ancienne église Saint Georges (démolie)
- Architecture civile

  - 1Palais Montevergine
  - 2Monument aux morts
- Architecture militaire

  - 1Château fort d'Airola
- Transports

  - 1Gare ferroviaire d'Arpaia-Airola-Sant'Agata

### Architecture religieuse
- Église de la Sainte Annonciation (Chiesa della Santissima Annunziata), date du XIVe siècle
- Monastère et église de l'Archange Saint Gabriel (Monastero e chiesa di San Gabriele Arcangelo), date de 960.
- Église et couvent de la Sainte Conception des Frères mineurs (Chiesa e convento della Santissima Concezione dei Frati Minori), date du XVIIIe siècle
- Église Notre-Dame des Douleurs (Chiesa di Santa Maria dell'Addolorata), date du XIVe siècle
- Église Saint Michel au Serpent (Chiesa di San Michele a Serpentara), date du XVIe siècle
- Église San Donato, date du XVIIe siècle (Chiesa di San Donato)
- Église Saint Charles (Chiesa di San Carlo), date du XVIIe siècle
- Église Saint Dominique (Chiesa di San Domenico), date du XVIIIe siècle
- Sanctuaire de la Sainte Face (Santuario del Volto Santo)
- Ancienne église Saint Georges (Chiesa di San Giorgio), dédiée au saint patron de la commune, détruite par le tremblement de terre de 1980 et non-reconstruite.

### Architecture militaire
- Château fort d'Airola, date du Xe siècle, en ruines.

### Architecture civile
- Palais Montevergine (Palazzo Montevergine), construit en 1608 par les moines bénédictins de la Congrégation de Montevergine puis cédé en 1820 à la commune qui en a fait le siège de sa mairie.

### Autre patrimoine
- Monument aux morts (Monumento ai Caduti), date de 1998
- Aqueduc Carolino (acquedotto Carolino), inauguré en 1762, achemine l'eau de la source du Fizzo (Bucciano) jusqu'au Palais de Caserte